# Styraconyx
Genre
Styraconyx est un genre de tardigrades de la famille des Styraconixidae. 

## Liste des espèces
Selon Degma, Bertolani et Guidetti, 2016 :
- Styraconyx craticuliformis Chang & Rho, 1998
- Styraconyx craticulus (Pollock, 1983)
- Styraconyx hallasi Kristensen, 1977
- Styraconyx haploceros Thulin, 1942
- Styraconyx kristenseni Renaud-Mornant, 1981
- Styraconyx nanoqsunguak Kristensen & Higgins, 1984
- Styraconyx paulae Robotti, 1971
- Styraconyx qivitoq Kristensen & Higgins, 1984
- Styraconyx sardiniae D'Addabbo Gallo, Morone De Lucia & Grimaldi de Zio, 1989
- Styraconyx sargassi Thulin, 1942
- Styraconyx testudo D'Addabbo Gallo, Grimaldi de Zio & Morone De Lucia, 1984
- Styraconyx turbinarium Bartels, Fontoura & Nelson, 2015
- Styraconyx tyrrhenus D'Addabbo Gallo, Morone De Lucia & Grimaldi de Zio, 1989

## Publication originale
- Thulin, 1942 : Ein neuer mariner Tardigrad. Goteborgs Vetenskaps Samhalles Handlingar, sér. 6, vol. 2B, no 5, p. 1-10.